# 羅斯芒特章克申 (亞利桑那州)
羅斯芒特章克申（英語：Rosemont Junction）是位於美國亞利桑那州皮馬縣的一個非建制地區。該地的面積和人口皆未知。

## 地理
羅斯芒特章克申的座標為31°50′03″N 110°43′58″W / 31.83417°N 110.73278°W，而該地的平均海拔高度為1463米（即4800英尺）。